# چکاوک سینه‌صورتی

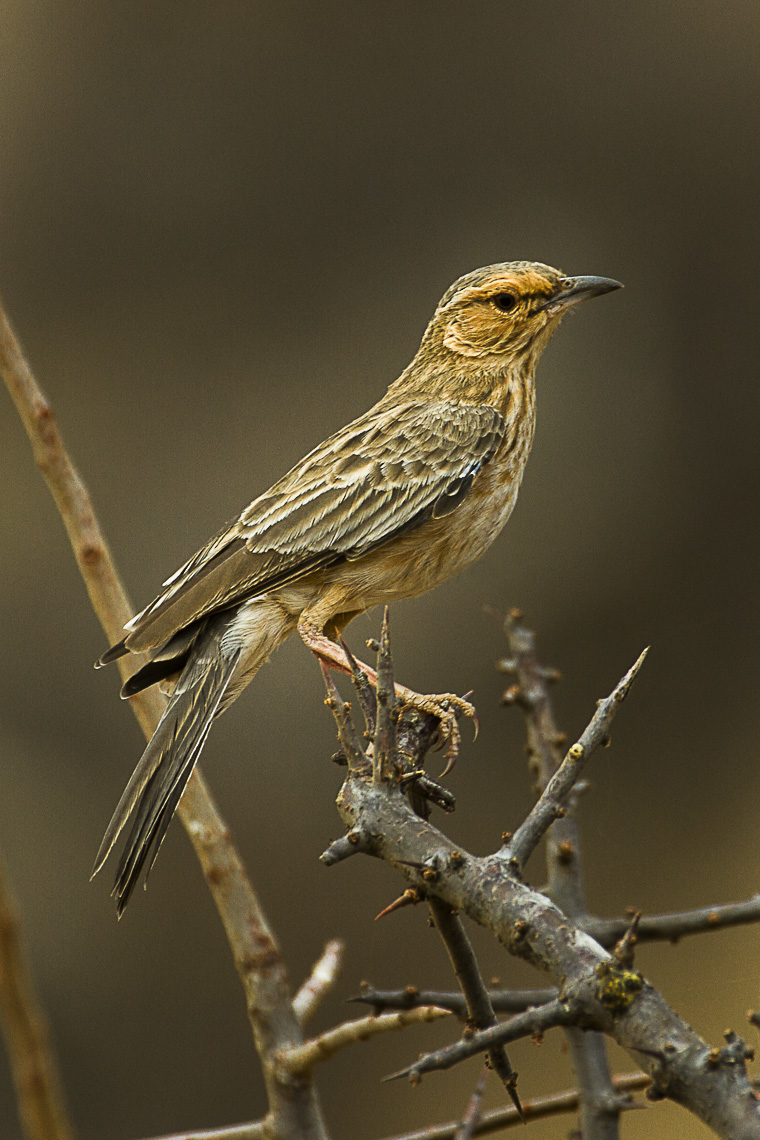
چکاوک سینه صورتی

چکاوک سینه‌صورتی (نام علمی: Mirafra poecilosterna) نام یک گونه از سرده جل‌ها است.